# مقاطعة ماديسون (فيرجينيا)
 مقاطعة ماديسون  (بالإنجليزية:  Madison County)‏ هي إحدى المقاطعات في ولاية فيرجينيا في الولايات المتحدة الأمريكية.

## أعلام
- كلينتون غريفز
- جيمس كمبر
- صموئيل هيريك
- لين بانكس
- هندرسون إم. سومرفيل